# Ask That God
Ask That God (с англ. — «Попроси у Бога») — четвёртый студийный альбом австралийского электронного дуэта Empire of the Sun, изданный 26 июля 2024 на лейблах EMI Music Australia и Capitol Records. Это их первый студийный альбом с 2016 года после Two Vines. Альбом был предварён синглами «Changes», «Music on the Radio» и «Cherry Blossom», а также включает их совместную работу 2023 года с проектом Ника Литтлмора Pnau, «AEIOU».
Для продвижения альбома дуэт проведёт четырёхдневный австралийский тур в октябре и ноябре 2024 года.

## История
Литтлмор заявил, что дуэт был «благословлён» альбомом и что он «представляет собой величайший сдвиг в сознании, который когда-либо видел наш мир, и это отражено в музыке». Люк Стил сравнил второй сингл «Music on the Radio» с «подростком, восстающим против своих воображаемых эмоций». Литтлмор сказал: «Возможно, за это время мы написали до 1200 песен, чтобы добраться до тех 12, которые мы имеем здесь».

## Отзывы
| Совокупная оценка | Совокупная оценка |
| Источник          | Оценка            |
| ----------------- | ----------------- |
| Metacritic        | 82/100            |
| Оценки критиков   |                   |
| Источник          | Оценка            |
| AllMusic          | [ 7 ]             |
| Clash             | 7/10              |
| MusicOMH          | [ 9 ]             |
| The Observer      | [ 10 ]            |
| Record Collector  | [ 11 ]            |

Альбом получил положительные отзывы критиков. Ask That God получил 82 балла из 100 на агрегаторе рецензий Metacritic на основе пяти отзывов критиков, что сайт классифицировал как «всеобщее одобрение». Record Collector заявил, что «в то время как их знакомое звёздное диско снова доминирует, написание песен является самым острым, а свежие влияния добавляют остроты». Нил З. Йенг из AllMusic написал, что это «похоже одновременно на возвращение к форме и ретроспективное путешествие по их звуковой эволюции» и «возвращение к блаженному, двигающему телом духу первых двух классических альбомов Empire of the Sun».
Дэмиен Моррис из The Observer сказал, что «как и три их предыдущих проекта, этот содержит как минимум две элитные мелодии („Changes“, „Cherry Blossom“), перемежающиеся с шипучими, но мимолётными треками второго эшелона („Revolve“, „Music on the Radio“, „Ask That God“) и гладкими небэнгерами (все остальное)». Бен Хогвуд из MusicOMH отметил, что Литтлмор и Стил «нашли свою знакомую химию в обеспечении эскапизма в поцелованной солнцем поп-музыке, под который можно петь и танцевать». Лили Блейкни-Эдвардс из Clash назвала альбом «путешествием во всех смыслах, обеспечивающим достаточно плотности и смены стилей, чтобы держать слушателей в интриге до самого конца».

## Список композиций
| №                   | Название                | Автор(ы)                                                                                   | Продюсер                                                        | Длительность |
| ------------------- | ----------------------- | ------------------------------------------------------------------------------------------ | --------------------------------------------------------------- | ------------ |
| 1.                  | «Changes»               | Luke Steele Nick Littlemore Magnus Lidehäll Salem Al Fakir Vincent Pontare Pontus Winnberg | Empire of the Sun Lidehäll Peter Mayes Vargas & Lagola Winnberg | 3:38         |
| 2.                  | «Cherry Blossom»        | Steele N. Littlemore Al Fakir Pontare Caroline Cederlöf Max Grahn                          | Empire of the Sun Fat Max Gsus Vargas & Lagola Mayes [a]        | 3:27         |
| 3.                  | «Music on the Radio»    | Steele N. Littlemore Roman Campolo Mayes Sam Littlemore Paul Phamous Ali Tamposi           | Empire of the Sun Mayes                                         | 2:56         |
| 4.                  | «The Feeling You Get»   | Steele N. Littlemore Carl Nordström                                                        | Empire of the Sun Nordström Mayes [a]                           | 4:16         |
| 5.                  | «AEIOU» (вместе с Pnau) | Steele N. Littlemore Richard Boardman Pablo Bowman S. Littlemore Mayes                     | Pnau                                                            | 3:14         |
| 6.                  | «Television»            | Steele N. Littlemore Al Fakir Pierre Leroux Pontare                                        | Empire of the Sun Mayes Vargas & Lagola                         | 3:14         |
| 7.                  | «Happy Like You»        | Steele N. Littlemore Henry Hey Mayes Connor McDonough Riley McDonough                      | Empire of the Sun Mayes                                         | 2:59         |
| 8.                  | «Revolve»               | Steele N. Littlemore Hey Mayes Tim Lefebvre                                                | Empire of the Sun Mayes                                         | 3:14         |
| 9.                  | «Wild World»            | Steele N. Littlemore                                                                       | Empire of the Sun                                               | 3:46         |
| 10.                 | «Ask That God»          | Steele N. Littlemore                                                                       | Empire of the Sun Mayes                                         | 3:02         |
| 11.                 | «Rhapsodize»            | Steele N. Littlemore                                                                       | Empire of the Sun                                               | 6:17         |
| 12.                 | «Friends I Know»        | Steele N. Littlemore                                                                       | Empire of the Sun                                               | 3:21         |
| Общая длительность: | Общая длительность:     | Общая длительность:                                                                        | Общая длительность:                                             | 43:24        |

Замечание
- ↑  означает дополнительный продюсер

## Чарты
| Чарт (2024)                             | Высшая позиция |
| --------------------------------------- | -------------- |
| Австралия (ARIA)                        | 10             |
| Бельгия/Фландрия (Ultratop)             | 113            |
| Бельгия/Валлония (Ultratop)             | 90             |
| Германия (Offizielle Top 100)           | 58             |
| Шотландия (Scottish Albums Chart)       | 19             |
| Швейцария (Schweizer Hitparade)         | 17             |
| США (Billboard Top Album Sales)         | 26             |
| США (Billboard Dance/Electronic Albums) | 4              |